# Richard Varick
Richard Varick (né le 15 mars 1753 dans le New Jersey, mort le 30 juillet 1831) était un juriste et homme politique américain, maire de New York entre 1789 et 1801. Il habitait à Wall Street. Une rue de Manhattan, Varick Street, porte son nom.